# Riccardia wallisii
Riccardia wallisii là một loài rêu trong họ Aneuraceae. Loài này được Stephani Gradst. mô tả khoa học đầu tiên năm 1979.